# Llebre birmana
Lepus peguensis és una espècie de mamífer de la família Leporidae que viu a Cambodja, Laos, Myanmar, Tailàndia i el Vietnam.